# Фердинанд Казимир II фон Изенбург-Бюдинген
Фердинанд Казимир II фон Изенбург-Бюдинген-Вехтерсбах (на немски: Ferdinand Kasimir II zu Ysenburg und Büdingen in Wächtersbach; * 17 октомври 1752 във Вехтерсбах; † 1 декември 1780 във Вехтерсбах) е граф на Изенбург-Бюдинген, господар на Вехтерсбах (1778 – 1780).
Той е единственият син на граф Фердинанд Казимир I фон Изенбург-Бюдинген-Вехтерсбах (1716 – 1778) и съпругата му графиня Августа Каролина фон Изенбург-Бюдинген (1722 – 1758), дъщеря на граф Ернст Казимир I фон Изенбург-Бюдинген-Бюдинген (1687 – 1749) и графиня Кристина Елеанора фон Щолберг-Гедерн (1692 – 1745).
Фердинанд Казимир II се жени на 29 април 1775 г. в Зиген за графиня Августа Луиза Клементина Хедвиг фон Бентхайм-Щайнфурт (* 23 септември 1755 в Бургщайнфурт; † 15 ноември 1798 във Висбаден), дъщеря на граф Карл Паул Ернст фон Бентхайм-Щайнфурт и принцеса Шарлота София фон Насау-Зиген. Те нямат деца.
Той умира на 28 години на 1 декември 1780 във Вехтерсбах. Вдовицата му Августа Луиза се омъжва втори път на 20 февруари 1784 г. във Вехтерсбах за чичо му граф Вилхелм Райнхард фон Изенбург-Бюдинген-Вехтерсбах (1719 – 1785).